# Alien: Earth
Осми путник: Земља (енгл. Alien: Earth) америчка је телевизијска серија коју је створио Ноа Холи. Прва је телевизијска серија у оквиру франшизе Осми путник. Радња се одвија две године пре догађаја из филма Осми путник (1979).

## Радња
Када се свемирски брод Мажино сруши на Земљу, млада жена и разнолика група тактичких војника открију нешто што их суочава са највећом претњом на планети.

## Улоге
| Глумац          | Улога         |
| --------------- | ------------- |
| Сидни Чандлер   | Венди         |
| Алекс Лотер     | Џо Хермит     |
| Еси Дејвис      | Силвија       |
| Самјуел Бленкин | Бој Кавалијер |
| Бабу Сизеј      | Мороу         |
| Адарш Гурав     | Слајтли       |
| Тимоти Олифант  | Керш          |